# Ixworth Thorpe
Ixworth Thorpe es un pequeño pueblo y parroquia civil en el distrito de Suffolk del Oeste del condado de Suffolk. El pueblo está ubicado en la carretera A1088, cerca de 2 millas (3,2 km) al noroeste del pueblo de Ixworth y a 7 millas (11,3 km) al nordeste de Bury St Edmunds. En 2005 la población estimada del pueblo era de 60 habitantes. El consejo de la parroquia se trabaja en conjunto con Ixworth. En el censo de 2011 la población del pueblo no se registró de forma separada.

## Historia
El pueblo fue mencionado en el Libro Domesday, para entonces era conocido como Torp o Torpa. Era un pueblo grande con alrededor de 31 casas y 2 molinos para ese entonces. La mansión formaba parte de los terrenos del Huard de Vernon, habiendo sido propiedad de la Abadía de Bury St Edmunds en 1066.

## Iglesia de Todos los Santos
La Iglesia de Todos los Santos fue una iglesia parroquial, ahora es una capilla de paz. El edificio tiene puertas del siglo XI, tejado de paja, y está al sur del pueblo, junto a la A1088. Es un monumento clasificado de Grado I y contiene bancas de madera tallada "nacionalmente importantes" que datan del siglo XV y un pórtico de ladrillos del período Tudor, así como también dos cubiertas de ataúd del período medieval temprano colocadas en el suelo cerca de la puerta sur.